# Polyphaenis medeolucens
Polyphaenis medeolucens är en fjärilsart som beskrevs av Fuchs. Polyphaenis medeolucens ingår i släktet Polyphaenis och familjen nattflyn. Inga underarter finns listade i Catalogue of Life.